# Englerina swynnertonii
Englerina swynnertonii är en tvåhjärtbladig växtart som först beskrevs av Thomas Archibald Sprague, och fick sitt nu gällande namn av R.M. Polhill & D. Wiens. Englerina swynnertonii ingår i släktet Englerina och familjen Loranthaceae. Inga underarter finns listade i Catalogue of Life.